# Guarda Marinha da Ucrânia
A Guarda Marinha Ucraniana (em ucraniano:  Морська охорона, Mors’ka okhorona; nome completo Морська охорона Державної прикордонної служби України, Guarda Marítima do Serviço de Guarda de Fronteiras do Estado da Ucrânia) é o serviço de guarda costeira da Ucrânia, subordinado ao seu Serviço Estadual de Guarda de Fronteiras da Ucrânia.
A Guarda Marítima é a sucessora local das Unidades Navais das Tropas de Fronteira Soviéticas que eram igualmente responsáveis pelas tarefas da guarda costeira. No entanto, houve alguns intercâmbios de unidades, navios e pessoal entre a Guarda Marítima e a Marinha Ucraniana.

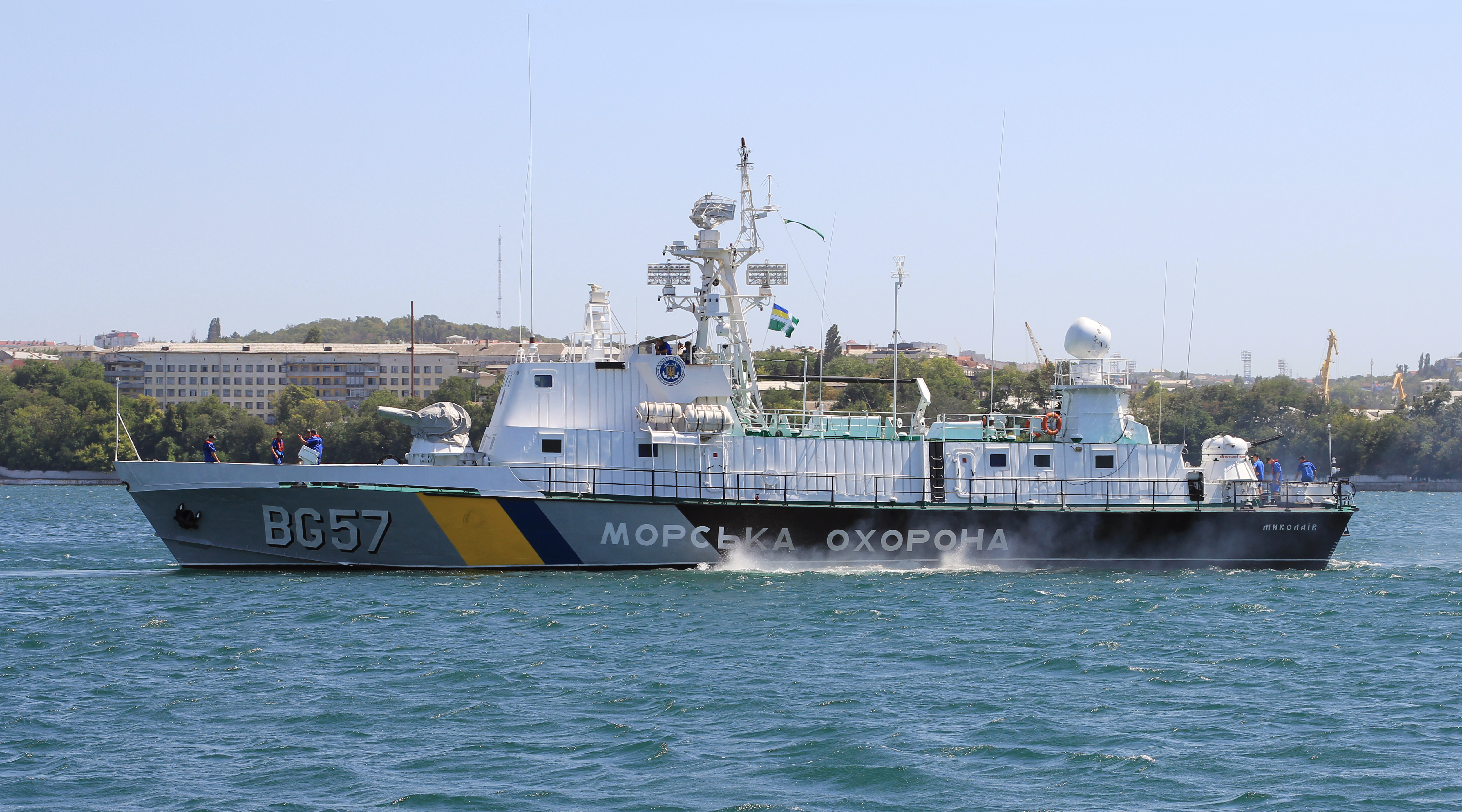
Barco de patrulha da classe Stenka BG57 Mykolaiv

O pessoal de serviço da Guarda Marítima usa um uniforme preto semelhante ao da Marinha Ucraniana, mas decorado com alguns elementos verdes (tradicional para guarda de fronteira), ou um uniforme comum do Serviço de Guarda de Fronteira. Os navios da Guarda Marítima ostentam a inscrição "Морська охорона" em suas pranchas.

## Organização
A Guarda Marítima opera quatro destacamentos de guarda marítima: em Balaclava, Odessa, Izmail e Kerch; uma divisão de cortadores da guarda marítima em Mariupol; uma divisão de cortadores de guarda marítima para fins especiais em Yalta; e uma divisão de cortadores de guardas marítimos ribeirinhos do Dnieper em Kiev. A administração da guarda marítima está dividida entre a administração regional dos mares Azov-Black em Simferopol e a administração regional do sul em Odessa.

### Esquadrões de Segurança Marítima
- Esquadrão Kerch de Segurança Marítima (do Cabo de Mehanom através do estreito de Kerch e do Mar de Azov até a fronteira administrativa entre as regiões de Zaporizhia e Donetsk)
- Esquadrão de Segurança Marítima de Yalta (designação especial)
- Sebastopol Squad of Marine Security (base principal em Balaklava)
- Esquadrão de Segurança Marítima de Odessa (administração regional do Sul)

### Frota de batalha
Foram citadas apenas as grandes embarcações.

#### Em serviço
| Classe                                                     | Tipo                                   | Embarcações | Origem                         | Notas |
| Navio de guerra (1 em serviço)                             | Navio de guerra (1 em serviço)         | Navio de guerra (1 em serviço) | Navio de guerra (1 em serviço) | Navio de guerra (1 em serviço)                                                                                       |
| ---------------------------------------------------------- | -------------------------------------- | --- | ------------------------------ | --- |
| Pauk                                                       | Corveta anti-submarino                 | BG-50 Hryhoriy Kuropyatnykov | União Soviética                | |
| Navio de ataque rápido (6 em serviço)                      |                                        | |                                | |
| Stenka                                                     | Barcos de patrulha                     | BG-57 Mykolaiv BG-63 Pavlo Derzhavin BG-62 Podillya                                                                                         | União Soviética                | |
| Shmel                                                      | Canhoneiras fluviais                   | BG-82 Lubny BG-83 Nizhyn BG-84 Izmayil | União Soviética                | |
| Navios de patrulha (11 em serviço)                         |                                        | |                                | |
| Orlan                                                      | Canhoneira de patrulha                 | BG-200 Balaklava | Ucrânia                        | Destinava-se a substituir os barcos de patrulha da classe Zhuk                                                       |
| Zhuk 1400M (Grif)                                          | Canhoneiras de patrulha pequenas       | BG-101 525 BG-103 511 BG-105 BG-106 BG-107 BG-109 Nemyriv BG-110 Liubomyr BG-111 Odesa BG-114 BG-115 523 BG-116 Darnytisa BG-117 Vatutinets | União Soviética · Ucrânia      | 2 Zhuk 1400Ms não identificados provavelmente foram danificados e capturados pela Rússia durante o cerco de Mariupol |
| Cortadores (28-30 em serviço)                              |                                        | |                                | |
| PO-2 'Project 376'                                         | Cortador de mergulho Patrulha de porto | BG-801 PBK-155 BG-612 BG-613 | União Soviética                | BG-612 e BG-613 ainda podem estar em reparo                                                                          |
| PO-2 'Project 371U'                                        | Pequenos barcos de patrulha            | 4 embarcações: Head no. 628 Head no. 729 Head no. 871 BG-803                                                                                | União Soviética                | |
| Kalkan-P                                                   | Cortadores de patrulha                 | BG-07 BG-08 BG-12 | Ucrânia                        | |
| Kalkan                                                     | Cortadores de patrulha                 | BG-303 BG-304 BG-305 BG-320 BG-333 BG-503 BG-603 BG-604 BG-807 Sailor Mykola Kushnirov BG-808                                               | Ucrânia                        | 2 Kalkans não identificados provavelmente capturados pela Rússia durante o cerco de Mariupol                         |
| Aist 'Project 1398B'                                       | Pequenos barcos de patrulha            | BG-609 BG-610 BG-611 BG-815 | ?                              | Quatro dos seis navios da classe Aist na Marinha Ucraniana e Guarda Marítima antes da invasão russa da Ucrânia       |
| UMS 1000                                                   | Cortadores de patrulha                 | BG-15 BG-16 BG-17 BG-19 BG-20 BG-21 BG-25                                                                                                   | Ucrânia                        | Série de pequenos cortadores de patrulha desenvolvidos pelos barcos UMS                                              |
| UMS 600                                                    | Cortadores de patrulha                 | BG-724 | Ucrânia                        | |
| Barco inflável rígido de propósito especial (4 em serviço) |                                        | |                                | |
| BRIG Navigator N730M                                       | Barco inflável rígido                  | 1 embarcação | Ucrânia                        | |
| BRIG Navigator N700M                                       | Barco inflável rígido                  | BG-43 | Ucrânia                        | |
| Safe Boat 27                                               | Barco inflável rígido                  | BG-1002 BG-1003 | Estados Unidos                 | |
| Embarcações auxiliares                                     |                                        | |                                | |
| Rebocador (1 em serviço)                                   |                                        | |                                | |
| Titan                                                      | Rebocador                              | BG-60 Titan | Noruega                        | Serviço retomado após reparos em 2021                                                                                |
| Barco anfíbio (1 em serviço)                               |                                        | |                                | |
| Panther                                                    | Barco anfíbio                          | BG-717 | ?                              | |
| Iates a motor (3 em serviço)                               |                                        | |                                | |
| Galia-640                                                  | Pequeno iate de patrulha               | BG-707 BG-709 | Polónia                        | |
| Galia-280                                                  | Pequeno iate de patrulha               | BG-731 | Polónia                        | |
| Treinamento (1 em serviço)                                 |                                        | |                                | |
| Chaika                                                     | Navio de treinamento                   | BG-01 Krym | União Soviética                | Atualmente utilziado como barco de patrulha                                                                          |
| Escunas (2 em serviço)                                     |                                        | |                                | |
| Baba Hasan                                                 | Escuna                                 | BG-59 Oniks | Turquia                        | |
| Celik                                                      | Escuna                                 | BG-58 Ametyst | Turquia                        | |
| Barcos e barcaças para fins especiais (3-4 em serviço)     |                                        | |                                | |
| 'Project 363'                                              | Barco de apoio                         | BG-806 | União Soviética                | Ainda pode estar em reparo                                                                                           |
| R-140                                                      | Navio de quartel                       | Brandwacht | União Soviética                | |
| 'Project 824M'                                             | Doca flutuante                         | PZh-61M | União Soviética                | |
| 'Project 889A'                                             | Doca flutuante                         | 1 embarcação: número 717 | Bulgária                       | |

#### Aguardando reparo
| Classe                    | Tipo                 | Navios         | Origem         | Desativado                                                                                |
| Cortadores (2)            | Cortadores (2)       | Cortadores (2) | Cortadores (2) | Cortadores (2)                                                                            |
| ------------------------- | -------------------- | -------------- | -------------- | ----------------------------------------------------------------------------------------- |
| Kalkan-P                  | Cortador de patrulha | BG-10          | Ucrânia        |                                                                                           |
| Kalkan                    | Cortador de patrulha | BG-304         | Ucrânia        |                                                                                           |
| Embarcação auxiliar       |                      |                |                |                                                                                           |
| Comando e SAR/medevac (1) |                      |                |                |                                                                                           |
| Grafenau                  | Navio de comando     | BG-80 Dunai    | Alemanha       | Colocado fora de serviço em 2011; transferência planejada para Izmail Naval Lyceum falhou |